# أشلي نيلسون (منافسة ألعاب القوى)
أشلي نيلسون (بالإنجليزية: Ashleigh Nelson) هي منافسة ألعاب القوى بريطانية، ولدت في 20 فبراير 1991 في ستوك أون ترينت في المملكة المتحدة.

## وصلات خارجية
- أشلي نيلسون على موقع الاتحاد الدولي لألعاب القوى (الإنجليزية)
- أشلي نيلسون على موقع الاتحاد الأوروبي لألعاب القوى (الإنجليزية)
- أشلي نيلسون على موقع الاتحاد البريطاني لألعاب القوى (الإنجليزية)
- أشلي نيلسون على موقع ThePowerOf10.info (الإنجليزية)
- أشلي نيلسون على موقع الدوري الماسي (الإنجليزية)
- أشلي نيلسون على موقع اللجنة الأولمبية الدولية (الإنجليزية)
- أشلي نيلسون على موقع أوليمبيديا (الإنجليزية)
- أشلي نيلسون على موقع اللجنة الأولمبية البريطانية (الإنجليزية)
- أشلي نيلسون على موقع اتحاد ألعاب الكومنولث (مؤرشف) (الإنجليزية)
- أشلي نيلسون على موقع دورة ألعاب الكومنولث 2014 (مؤرشف) (الإنجليزية)